# Natação no Campeonato Mundial de Esportes Aquáticos de 2024 - 200 m livre feminino

A prova dos 200 metros livre feminino da natação no Campeonato Mundial de Esportes Aquáticos de 2024 foi realizada nos dias 13 e 14 de fevereiro de 2024 em Doha, no Catar.

## Formato da competição
A competição consiste em três rodadas: eliminatórias, semifinais e final. As nadadoras com os 16 melhores tempos nas baterias preliminares avançam as semifinais. Já as nadadoras com os 8 melhores tempos nas semifinais avançam a final. Desempates (swim-offs) são utilizados conforme necessário para quebrar os empates de avanço a próxima rodada.

## Cronograma
Todos os horários estão na hora local (UTC+3).
| Data            | Hora  | Evento        |
| --------------- | ----- | ------------- |
| 13 de fevereiro | 09:45 | Eliminatórias |
| 13 de fevereiro | 20:13 | Semifinais    |
| 14 de fevereiro | 19:17 | Final         |

## Recordes
Antes desta competição, os recordes mundiais e do campeonato nesta prova eram os seguintes:
| Tipo                  | Atleta             | Tempo     | Local   | Data                |
| --------------------- | ------------------ | --------- | ------- | ------------------- |
|                       | Mollie O'Callaghan | 1m 52s 85 | Fukuoka | 26 de julho de 2023 |
| Recorde do campeonato | Mollie O'Callaghan | 1m 52s 85 | Fukuoka | 26 de julho de 2023 |

## Medalhistas
| Ouro                        | Prata                             | Bronze                        |
| Siobhán Haughey · Hong Kong | Erika Fairweather · Nova Zelândia | Brianna Throssell · Austrália |

## Resultados

### Eliminatórias
Esses foram os resultados das eliminatórias. A prova foi realizada no dia 13 de fevereiro com início às 09:45.
| Pos. | Bateria | Raia | Nadadora                 | Nacionalidade          | Tempo   | Notas |
| ---- | ------- | ---- | ------------------------ | ---------------------- | ------- | ----- |
| 1    | 3       | 5    | Li Bingjie               | China                  | 1:57.16 | Q     |
| 2    | 3       | 4    | Erika Fairweather        | Nova Zelândia          | 1:57.40 | Q     |
| 3    | 5       | 3    | Nikolett Pádár           | Hungria                | 1:57.42 | Q     |
| 4    | 5       | 4    | Siobhán Haughey          | Hong Kong              | 1:57.62 | Q     |
| 5    | 3       | 3    | Ai Yanhan                | China                  | 1:58.06 | Q     |
| 6    | 5       | 5    | Marrit Steenbergen       | Países Baixos          | 1:58.18 | Q     |
| 7    | 4       | 6    | Maria Fernanda Costa     | Brasil                 | 1:58.22 | Q     |
| 8    | 4       | 5    | Barbora Seemanová        | Chéquia                | 1:58.25 | Q     |
| 9    | 4       | 3    | Brianna Throssell        | Austrália              | 1:58.29 | Q     |
| 10   | 5       | 2    | Addison Sauickie         | Estados Unidos         | 1:58.33 | Q     |
| 11   | 4       | 4    | Shayna Jack              | Austrália              | 1:58.40 | Q     |
| 11   | 5       | 6    | Valentine Dumont         | Bélgica                | 1:58.40 | Q     |
| 13   | 3       | 1    | Rebecca Smith            | Canadá                 | 1:59.00 | Q     |
| 14   | 5       | 1    | Daria Golovaty           | Israel                 | 1:59.11 | Q     |
| 15   | 4       | 2    | Janja Šegel              | Eslovênia              | 1:59.37 | Q     |
| 16   | 5       | 7    | Janna van Kooten         | Países Baixos          | 1:59.41 | Q     |
| 17   | 3       | 6    | Lucy Hope                | Grã-Bretanha           | 1:59.56 |       |
| 18   | 3       | 7    | Giulia D'Innocenzo       | Itália                 | 1:59.57 |       |
| 19   | 4       | 0    | Victoria Catterson       | Irlanda                | 1:59.75 |       |
| 20   | 4       | 1    | Francisca Soares Martins | Portugal               | 2:00.10 |       |
| 21   | 3       | 2    | Nagisa Ikemoto           | Japão                  | 2:00.11 |       |
| 22   | 3       | 0    | Iris Julia Berger        | Áustria                | 2:00.20 |       |
| 23   | 4       | 9    | Batbayaryn Enkhkhüslen   | Mongólia               | 2:00.22 |       |
| 24   | 4       | 7    | Anastasia Gorbenko       | Israel                 | 2:00.25 |       |
| 25   | 2       | 3    | Maria Daza Garcia        | Espanha                | 2:00.42 |       |
| 26   | 5       | 8    | Hur Yeon-kyung           | Coreia do Sul          | 2:00.78 |       |
| 27   | 3       | 8    | Elisbet Gámez            | Cuba                   | 2:00.83 |       |
| 28   | 4       | 8    | Duné Coetzee             | África do Sul          | 2:01.02 |       |
| 29   | 3       | 9    | Ela Naz Özdemir          | Turquia                | 2:01.51 |       |
| 30   | 5       | 9    | Maria Yegres             | Venezuela              | 2:01.96 |       |
| 31   | 5       | 0    | Aleksandra Polańska      | Polónia                | 2:02.10 |       |
| 32   | 2       | 5    | Sylvia Statkevičius      | Lituânia               | 2:03.03 |       |
| 33   | 2       | 4    | Kamonchanok Kwanmuang    | Tailândia              | 2:03.22 |       |
| 34   | 2       | 1    | Beatriz Padrón           | Costa Rica             | 2:04.39 |       |
| 35   | 2       | 8    | Julimar Ávila            | Honduras               | 2:04.43 |       |
| 36   | 2       | 6    | Ashley Lim               | Singapura              | 2:05.05 |       |
| 37   | 2       | 0    | Harper Barrowman         | Ilhas Caimã            | 2:06.36 |       |
| 38   | 2       | 7    | Teia Salvino             | Filipinas              | 2:08.02 |       |
| 39   | 1       | 4    | Hiruki de Silva          | Sri Lanka              | 2:10.00 |       |
| 40   | 2       | 2    | Dhinidhi Desinghu        | Índia                  | 2:10.41 |       |
| 41   | 2       | 9    | Ani Poghosyan            | Armênia                | 2:10.55 |       |
| 42   | 1       | 5    | Jehanara Nabi            | Paquistão              | 2:10.59 |       |
| 43   | 1       | 0    | Lana Hijazi              | Líbano                 | 2:11.95 |       |
| 44   | 1       | 3    | Duana Lama               | Nepal                  | 2:14.59 |       |
| 45   | 1       | 6    | Kaltra Meca              | Albânia                | 2:15.95 |       |
| 46   | 1       | 9    | Sara Akasha              | Emirados Árabes Unidos | 2:17.90 |       |
| 47   | 1       | 2    | Mia Lee                  | Guam                   | 2:18.01 |       |
| 48   | 1       | 8    | Mashael Al-Ayed          | Arábia Saudita         | 2:21.04 |       |
| 49   | 1       | 7    | Charissa Panuve          | Tonga                  | 2:23.33 |       |
| 50   | 1       | 1    | Galyah Mikel             | Palau                  | 2:37.22 |       |

### Semifinais
Esses foram os resultados das semifinais. A prova foi realizada no dia 13 de fevereiro com início às 20:13.
| Pos. | Bateria | Raia | Nadadora             | Nacionalidade  | Tempo   | Notas  |
| ---- | ------- | ---- | -------------------- | -------------- | ------- | ------ |
| 1    | 1       | 4    | Erika Fairweather    | Nova Zelândia  | 1:55.75 | Q      |
| 2    | 1       | 5    | Siobhán Haughey      | Hong Kong      | 1:56.04 | Q      |
| 3    | 2       | 7    | Shayna Jack          | Austrália      | 1:56.80 | Q      |
| 4    | 1       | 6    | Barbora Seemanová    | Chéquia        | 1:57.00 | Q      |
| 5    | 2       | 2    | Brianna Throssell    | Austrália      | 1:57.09 | Q      |
| 6    | 2       | 6    | Maria Fernanda Costa | Brasil         | 1:57.11 | Q,     |
| 7    | 2       | 4    | Li Bingjie           | China          | 1:57.13 | Q, RET |
| 8    | 2       | 5    | Nikolett Pádár       | Hungria        | 1:57.13 | Q      |
| 9    | 1       | 3    | Marrit Steenbergen   | Países Baixos  | 1:57.30 | RET    |
| 10   | 2       | 3    | Ai Yanhan            | China          | 1:57.33 | Q      |
| 11   | 2       | 1    | Rebecca Smith        | Canadá         | 1:58.08 |        |
| 12   | 1       | 2    | Addison Sauickie     | Estados Unidos | 1:58.51 |        |
| 13   | 1       | 7    | Valentine Dumont     | Bélgica        | 1:58.57 |        |
| 14   | 1       | 1    | Daria Golovaty       | Israel         | 1:59.36 |        |
| 15   | 2       | 8    | Janja Šegel          | Eslovênia      | 1:59.95 |        |
| 16   | 1       | 8    | Janna van Kooten     | Países Baixos  | 2:00.44 |        |

### Final
A final foi realizada em 14 de fevereiro às 19:17.
| Pos.              | Raia | Nadadora             | Nacionalidade | Tempo   | Notas                 |
| ----------------- | ---- | -------------------- | ------------- | ------- | --------------------- |
| Medalha de ouro   | 5    | Siobhán Haughey      | Hong Kong     | 1:54.89 |                       |
| Medalha de prata  | 4    | Erika Fairweather    | Nova Zelândia | 1:55.77 |                       |
| Medalha de bronze | 2    | Brianna Throssell    | Austrália     | 1:56.00 |                       |
| 4                 | 6    | Barbora Seemanová    | Chéquia       | 1:56.13 |                       |
| 5                 | 7    | Maria Fernanda Costa | Brasil        | 1:56.85 | Recorde sul-americano |
| 6                 | 8    | Nikolett Pádár       | Hungria       | 1:56.89 |                       |
| 7                 | 3    | Shayna Jack          | Austrália     | 1:57.24 |                       |
| 8                 | 1    | Ai Yanhan            | China         | 1:57.53 |                       |

Legenda
| Recorde mundial       | Recorde mundial (World record)               |                       | Recorde africano                      | Recorde africano (African) |                                           | Q | Classificado por posição (Qualified) |
| Recorde do campeonato | Recorde do campeonato (Championship record)  | Recorde da América    | Recorde da América (Americas)         | q                          | Classificado por melhor tempo (Qualified) |   |                                      |
| Melhor marca do ano   | Melhor marca do ano (World leading)          | Recorde asiático      | Recorde asiático (Asian)              | DNS                        | Não largou (Did not start)                |   |                                      |
| Recorde nacional      | Recorde nacional (National record)           | Recorde europeu       | Recorde europeu (European)            | DNF                        | Não terminou (Did not finish)             |   |                                      |
| Recorde pessoal       | Recorde pessoal do atleta (Personal best)    | Recorde da Oceania    | Recorde da Oceania (Oceania)          | DSQ / DQ                   | Desclassificado (Disqualified)            |   |                                      |
| Recorde da temporada  | Recorde da temporada do atleta (Season best) | Recorde sul-americano | Recorde sul-americano (South America) | NM                         | Sem marca (No mark)                       |   |                                      |